# جولیا گلس
جولیا گلس (انگلیسی: Julia Glass؛ ۲۳ مارس ۱۹۵۶ – ) روزنامه‌نگار و رمان‌نویس اهل ایالات متحده آمریکا است. وی در سال ۲۰۰۲ برنده جایزه کتاب ملی برای داستان شد.